# Serin à gorge noire
Crithagra atrogularis
Espèce
Statut de conservation UICN

 LC  : Préoccupation mineure
Synonymes
- Serinus atrogularis

Le Serin à gorge noire (Crithagra atrogularis) est une espèce de passereaux d'Afrique appartenant à la famille des Fringillidae.

## Description
Cet oiseau mesure environ 11,5 cm de longueur. Le dessus du corps est brun gris strié de sombre, le menton blanc, la gorge striée de brun, le croupion jaune citron vif, le dessous du corps beige strié de brun noir et les rectrices grises bordées de jaune pâle. Les yeux sont marron foncé, le bec et les pattes gris brun.

## Distribution
Cet oiseau vit surtout dans le sud de l’Afrique, se disséminant progressivement vers le nord et épargnant, de façon très significative, l’Éthiopie, le Kenya et la Tanzanie, occupés par le Serin de Reichenow Crithagra reichenowi.

## Sous-espèces
La distinction des sous-espèces est difficile en raison des caractères variables. De plus, il y a peu de dimorphisme sexuel mais suffisamment, parfois, pour prendre, à tort, une femelle d’une sous-espèce pour un mâle d’une autre et vice versa. Le tableau se complique par la présence de spécimens plus striés. Il ne s’agit pas de juvéniles qui eux sont franchement fauves et pratiquement pas striés. Ils ont été photographiés par Max Holdt à Windhoek (centre de la Namibie) et appartiennent donc géographiquement à S. a. deserti mais ils présentent un plumage nettement plus strié. Il serait intéressant de mener une étude de terrain pour déterminer si cette striation touche quelques spécimens où s’il s’agit d’une population installée dans une répartition définie, se reproduisant entre eux et présentant ce caractère de façon stable, auquel cas il s’agirait d’une sous-espèce non encore décrite (Ottaviani 2011).
- S. a. atrogularis (Smith, 1836) : ouest du Transvaal et de l’État Libre d’Orange, Botswana, Zimbabwe.
- S. a. impiger Clancey, 1959 : nord-est de la Province du Cap, Lesotho, est de l’État Libre d’Orange, sud-est du Transvaal, ouest du Natal.
- S. a. deserti Reichenow, 1918 : centre-ouest de l’Angola (Benguela, Huambo, Huila), centre et sud de la Namibie, nord et nord-ouest de la Province du Cap.
- S. a. semideserti (= ovambensis) Roberts, 1932 : ouest du Zimbabwe, nord-ouest du Transvaal, Botswana, sud-ouest de la Zambie, nord-est de la Namibie.
- S. a. seshekeensis Mackworth-Praed & Grant, 1958 : sud-ouest du Zimbabwe.
- S. a. lwenarum White, 1944 : Gabon (Lékonie), Congo (Léfini Reserve), sud du Zaïre (Kwilu, Ouroua, Shaba, parc national de l’Upemba, Kassaï, Sankuru).
- S. a. kasamaensis Benson, 1955 : nord de la Zambie (Kapatu, Luena, Chisamba, Bangveolo).
- S. a. somereni Hartert, 1912 : est du Zaïre (Kivu), quelques localisations dans le nord-ouest de la Tanzanie, Ouganda, Burundi.

## Habitat
Selon Maclean (1993), il fréquente une large gamme d’habitats comme les boisements ouverts, les plaines légèrement boisées, les régions de bocage, les savanes arborées et arbustives, les lisières forestières, les buissons riverains, les abords de cultures, des fermes et des villages, les bords de routes herbeux et les jardins.

## Alimentation
Brickell & Konigkramer (1997) ont répertorié un ensemble de graines, fleurs, feuilles, bourgeons, fruits, sève et insectes dont, en milieu naturel, des graines d’Urochloa panicoides et de tournesols, des bourgeons et des pétales de Lupinus angustifolius. Hockey et al. (2005) ont recensé des graines, des fleurs et du nectar d’Aloe greatheadii, de la gomme d’acacia avec un complément d’insectes, pucerons et termites.

## Mœurs
Les serins à gorge noire recherchent leur nourriture sur le sol, dans les herbes, les buissons et les arbres. Ils prélèvent des pucerons sur les rosiers, recherchent des insectes sur les yuccas et en capturent même en vol. Ils ne s’éloignent jamais des points d’eau. Tranquilles et peu voyants, ils évoluent sur le sol en sautillant ou se déplacent dans un vol léger et ondulé. Ils peuvent chanter toute l’année mais surtout d’octobre à mars en Afrique du Sud. Ils se tiennent en couples et en groupes de 5 à 15 individus et parfois jusqu’à 60 sujets aux abreuvoirs et en grandes troupes consistant en une accumulation de petits groupes familiaux. Ils se mêlent parfois aussi à d’autres espèces de serins (Fry & Keith 2004).

## Voix
Selon Borrow & Demey (2008), le cri consiste en un touiii montant et un tchirrup lancé en vol; et le chant en un mélange rapide et soutenu de trilles et de sifflements rappelant ceux du serin du Mozambique.

## Parade nuptiale
Le mâle parade au cours d’un vol papillonnant puis vient se poser à côté de sa femelle perchée dans un arbre. Il entrouvre ses ailes, pivote de droite à gauche et se rapproche d’elle en avançant de biais. Parfois, les ailes entrouvertes, il rentre la tête dans les épaules, se balance de droite à gauche tout en chantant à tue-tête. Parfois aussi, il la poursuit dans les arbres, saute au-dessus d’elle puis prend son essor dès qu’elle s’envole vers une autre branche. Dans une attitude de menace, le mâle tient sa tête fortement redressée tout en hochant la queue. Occasionnellement, deux individus (mâles ?) peuvent se battre en vol puis retomber au sol, torse contre torse (Fry & Keith 2004).

## Nidification
Lorber (1973) a étudié le comportement constructeur du nid, il a rapporté que les deux sexes prennent une part pratiquement égale dans la collecte des matériaux et la construction du nid. Les deux partenaires se déplacent à l’unisson, l’un accompagnant l’autre, même si seulement l’un des deux transporte des matériaux. Le mâle commence toujours la construction avant la femelle, cette dernière restant perchée à côté puis prend part à l’ouvrage. Du matériel de nidification est apporté toutes les trois-quatre minutes. Les oiseaux passent de 30 secondes pour intégrer une toile d’araignée, à trois minutes pour incorporer des tiges d’herbe. Un couple a travaillé assidûment pendant une journée de sorte que les parois étaient construites le soir même et pendant deux jours pour terminer la coupe en lui donnant forme par des mouvements de la poitrine en mi-journée et en tapissant le fond l’après-midi. Le nid paraissait terminé en soirée mais les oiseaux continuèrent à apporter des matériaux de revêtement interne pendant les trois jours suivants. C’est une coupe bien faite de rameaux très fins, d’herbes sèches, de vrilles d’Asparagus, de fibres végétales et de toiles d’araignées. Les bords du nid consistent en un épais enchevêtrement de tiges d’herbes avec un revêtement interne de duvet végétal moelleux de Protea, de fibres filamenteuses et de quelques plumes. Il est situé entre 1 et 15 m de hauteur et généralement bien dissimulé dans une fourche verticale, dans les branches feuillues d’un arbre fruitier, un fourré de Protea (généralement dans une fourche mais parfois dans les fleurs), un palmier (à la base d’une branche élaguée), un sapin (parmi un bouquet de cônes) ou un cyprès, parfois dans une entaille de tronc d’arbre et même sur une poutre de hangar. La ponte comporte de deux à cinq œufs (généralement trois) blancs ou bleu verdâtre pâle immaculés ou marqués de très petites taches noires, brunes ou pourpres, plus densément sur le gros pôle.